# Nacerdes carniolica

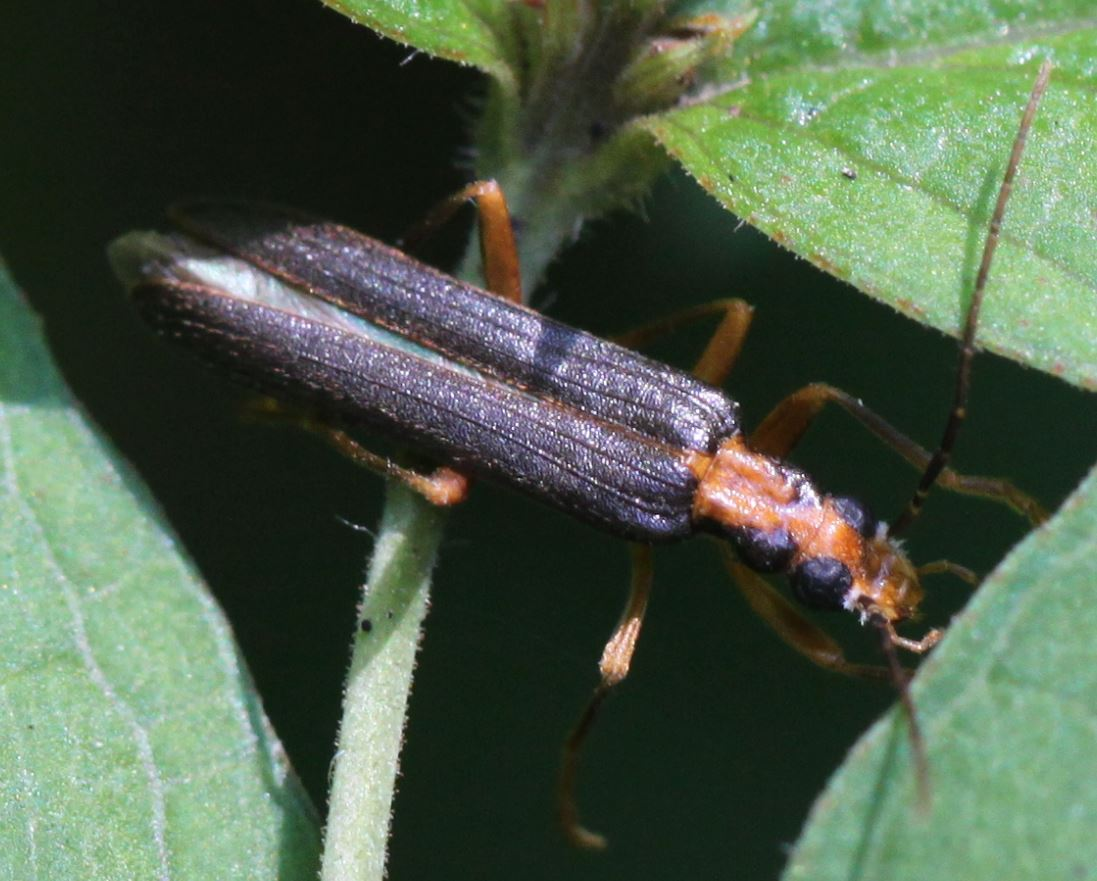
Nacerdes carniolica

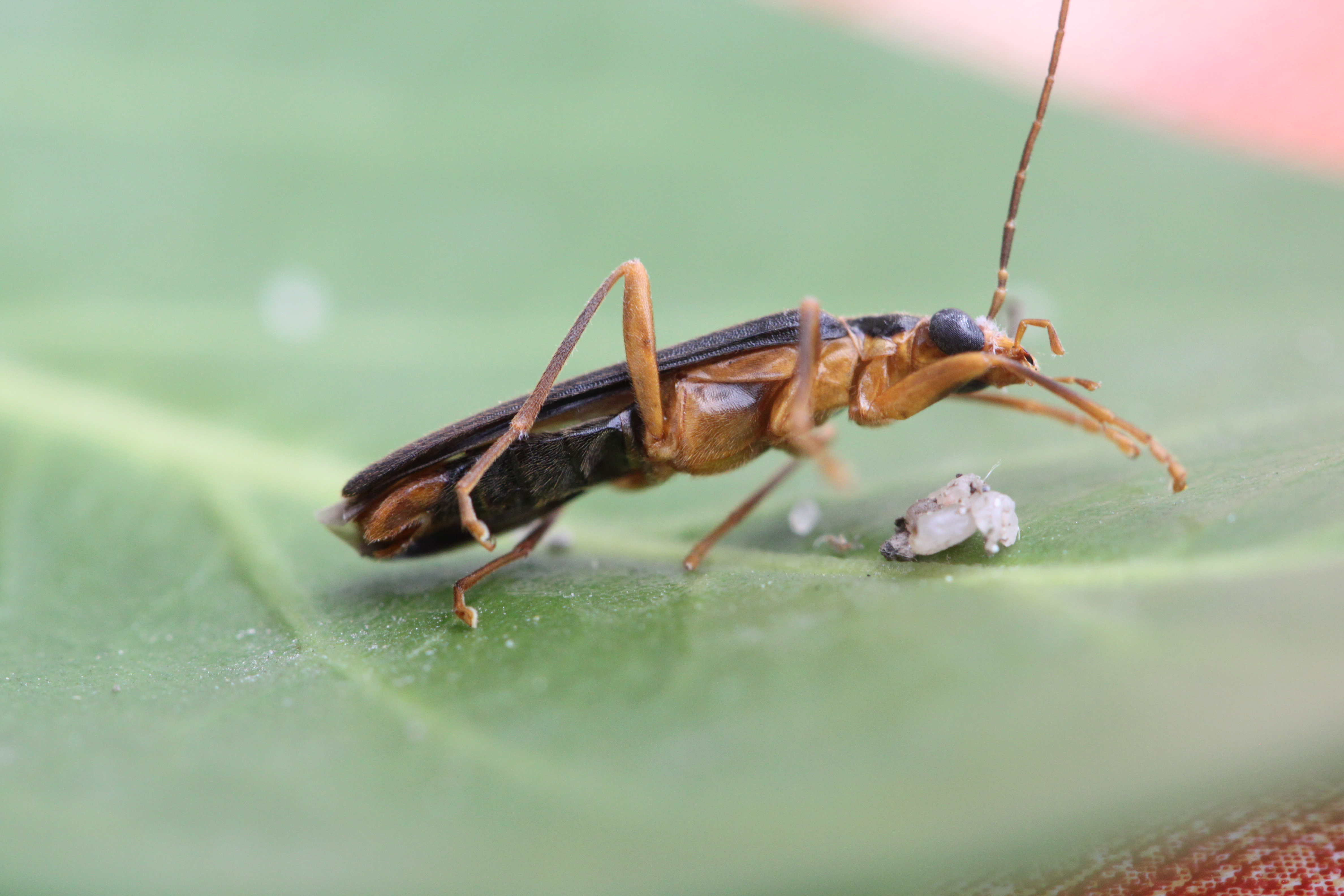
Seitenansicht

Nacerdes carniolica, Syn.: Xanthochroa carniolica, gelegentlich als „Krainer Scheinbockkäfer“ (Carniola lateinisch für Krain) bezeichnet, ist ein Vertreter der Familie der Scheinbockkäfer (Oedemeridae). Es gibt eine Reihe von Unterarten.

## Merkmale
Die Käfer werden etwa 12 bis 15 Millimeter lang. Rumpf, Kopf und Beine sind ockerfarben (hellbraun bis gelb). Die Flügeldecken, die Seiten des Halsschilds sowie die Fühler sind dunkelblau oder dunkelbraun. Auf den Flügeldecken befinden sich 4 Rippen, wobei die 3. verkürzt oder ganz fehlen kann. 

## Verbreitung
Die Käferart kommt in weiten Teilen Europas und im gemäßigten Asien bis nach Ost-China vor. Deutschland: Bayern, Baden-Württemberg, Hessen, Rheinland-Pfalz, Saarland, Nordrhein-Westfalen. HORION (1956) kannte nur ganz wenige mitteleuropäische Fundorte, aus Deutschland nur fünf aus Baden. Inzwischen ist die auffällige Art viel häufiger geworden und tritt gebietsweise sogar sehr zahlreich auf. In Deutschland wird Nacerdes carniolica hauptsächlich im klimatisch milden Oberrheingraben und am Niederrhein gesichtet.

## Lebensweise
Bevorzugte Habitate bilden Kiefernwälder, Mischwälder und Waldränder. Die Käfer ernähren sich von Blütenpollen. Sie fliegen von Anfang Mai bis Ende August. Die Larven findet man an Baumstümpfen von Kiefern (Pinus).